# Comuna Zimbor, Sălaj
Zimbor este o comună în județul Sălaj, Transilvania, România, formată din satele Chendremal, Dolu, Sâncraiu Almașului, Sutoru și Zimbor (reședința).
Din punct de vedere etnografic, comuna face parte din Țara Călatei (în maghiară Kalotaszeg).

## Demografie
Componența etnică a comunei Zimbor
     Români (86,78%)
     Romi (3,52%)
     Maghiari (1,49%)
     Alte etnii (0,21%)
     Necunoscută (8%)
Componența confesională a comunei Zimbor
     Ortodocși (85,71%)
     Reformați (1,71%)
     Penticostali (1,39%)
     Alte religii (2,99%)
     Necunoscută (8,21%)
Conform recensământului efectuat în 2021, populația comunei Zimbor se ridică la 938 de locuitori, în scădere față de recensământul anterior din 2011, când fuseseră înregistrați 1.081 de locuitori. Majoritatea locuitorilor sunt români (86,78%), cu minorități de romi (3,52%) și maghiari (1,49%), iar pentru 8% nu se cunoaște apartenența etnică. Din punct de vedere confesional, majoritatea locuitorilor sunt ortodocși (85,71%), cu minorități de reformați (1,71%) și penticostali (1,39%), iar pentru 8,21% nu se cunoaște apartenența confesională.

## Politică și administrație
Comuna Zimbor este administrată de un primar și un consiliu local compus din 9 consilieri. Primarul, Gabriel Mureșan[*], de la Partidul Național Liberal, este în funcție din 2008. Începând cu alegerile locale din 2024, consiliul local are următoarea componență pe partide politice:
|  | Partid                    | Consilieri | Componența Consiliului | Componența Consiliului | Componența Consiliului | Componența Consiliului | Componența Consiliului |
|  | ------------------------- | ---------- | ---------------------- | ---------------------- | ---------------------- | ---------------------- | ---------------------- |
|  | Partidul Național Liberal | 5          |                        |                        |                        |                        |                        |
|  | Partidul Social Democrat  | 3          |                        |                        |                        |                        |                        |
|  | Partidul PRO România      | 1          |                        |                        |                        |                        |                        |

## Atracții turistice
- Biserica de lemn din satul Zimbor, construcție secolul al XVII-lea, monument istoric
- Biserica de lemn din satul Chendremal, construcție 1851
- Biserica reformată din Zimbor, construcție secolul al XV-lea, monument istoric
- Clopotnița de lemn a bisericii reformate din Zimbor, construcție secolul al XVII-lea, monument istoric
- Conacul Zsombory din satul Zimbor, construcție secolul al XIX-lea, monument istoric
- Parcul conacului Zsombory din Zimbor
- Castrul roman de la Sutoru

## Personalități născute aici
- Petre Abrudan (1907 - 1979), pictor.

## Imagini

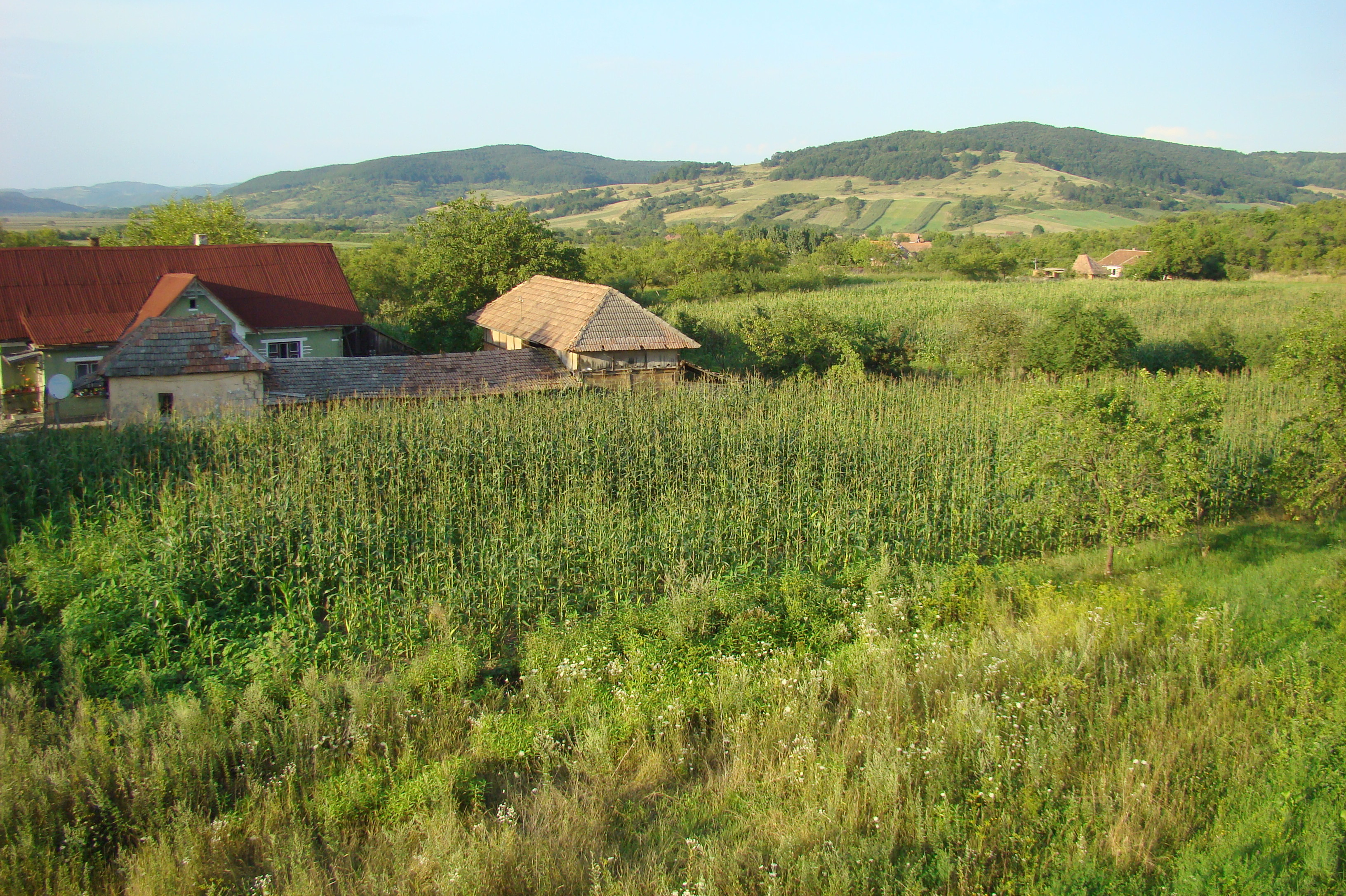
Zimbor
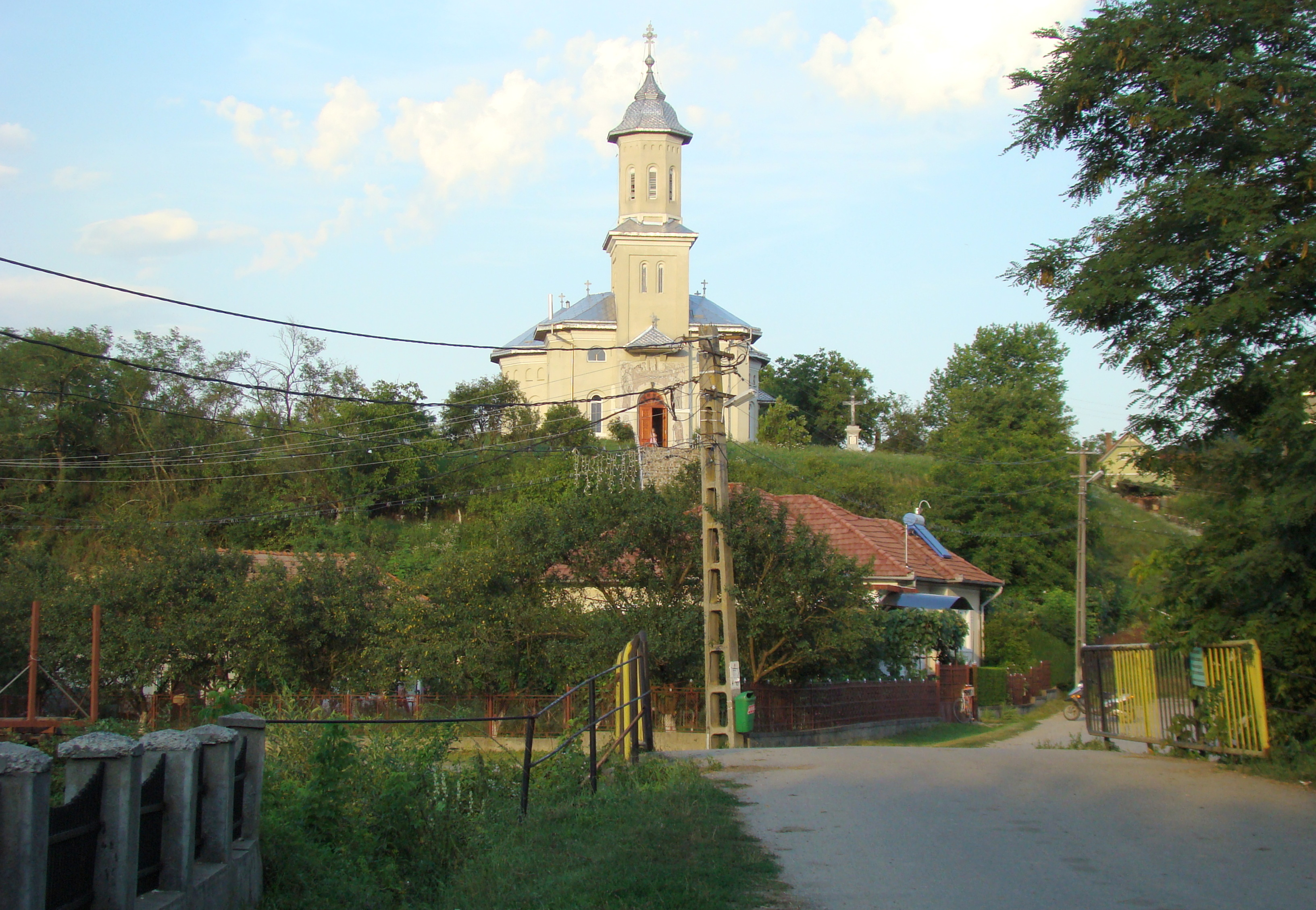
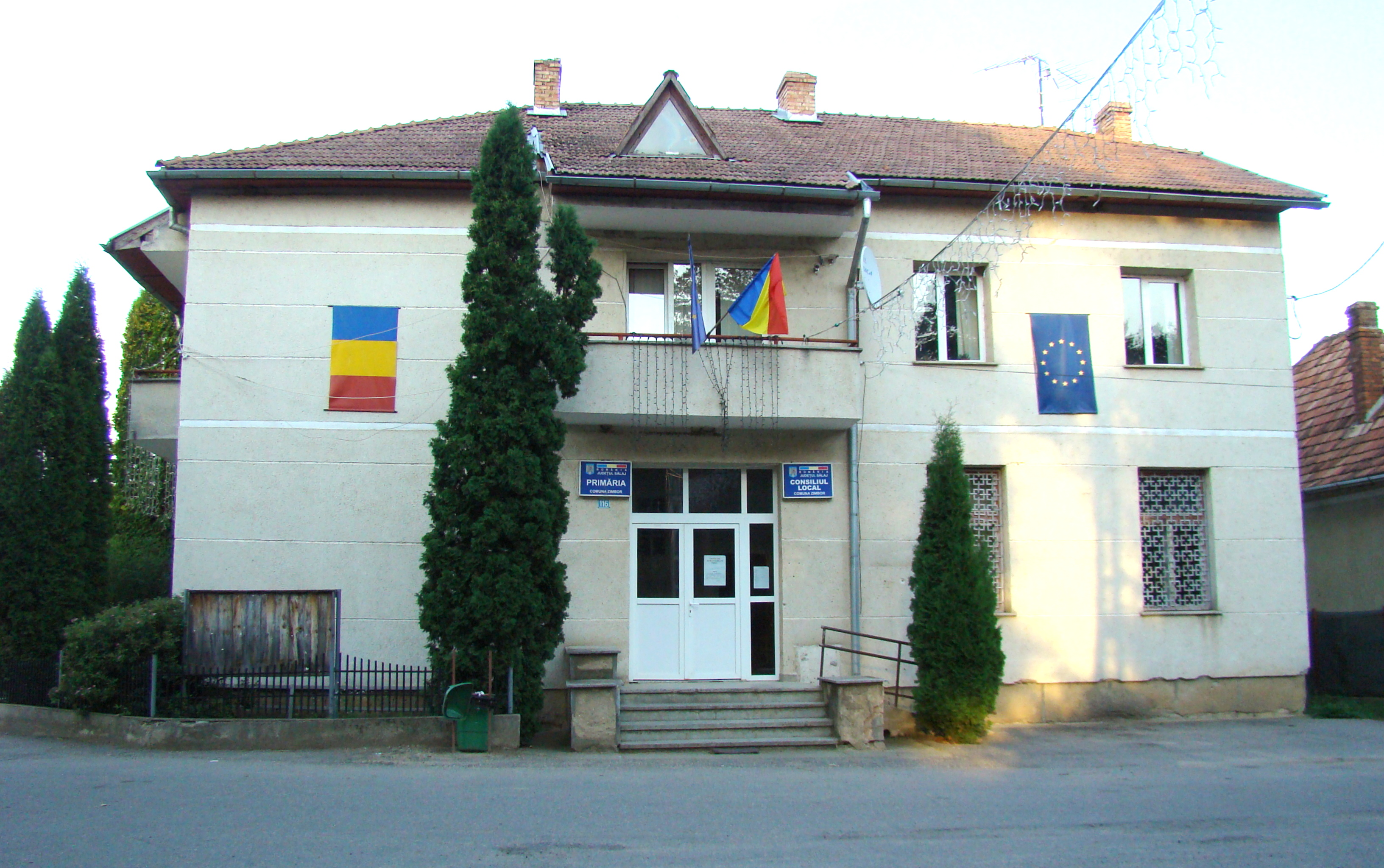
Primăria comunei Zimbor
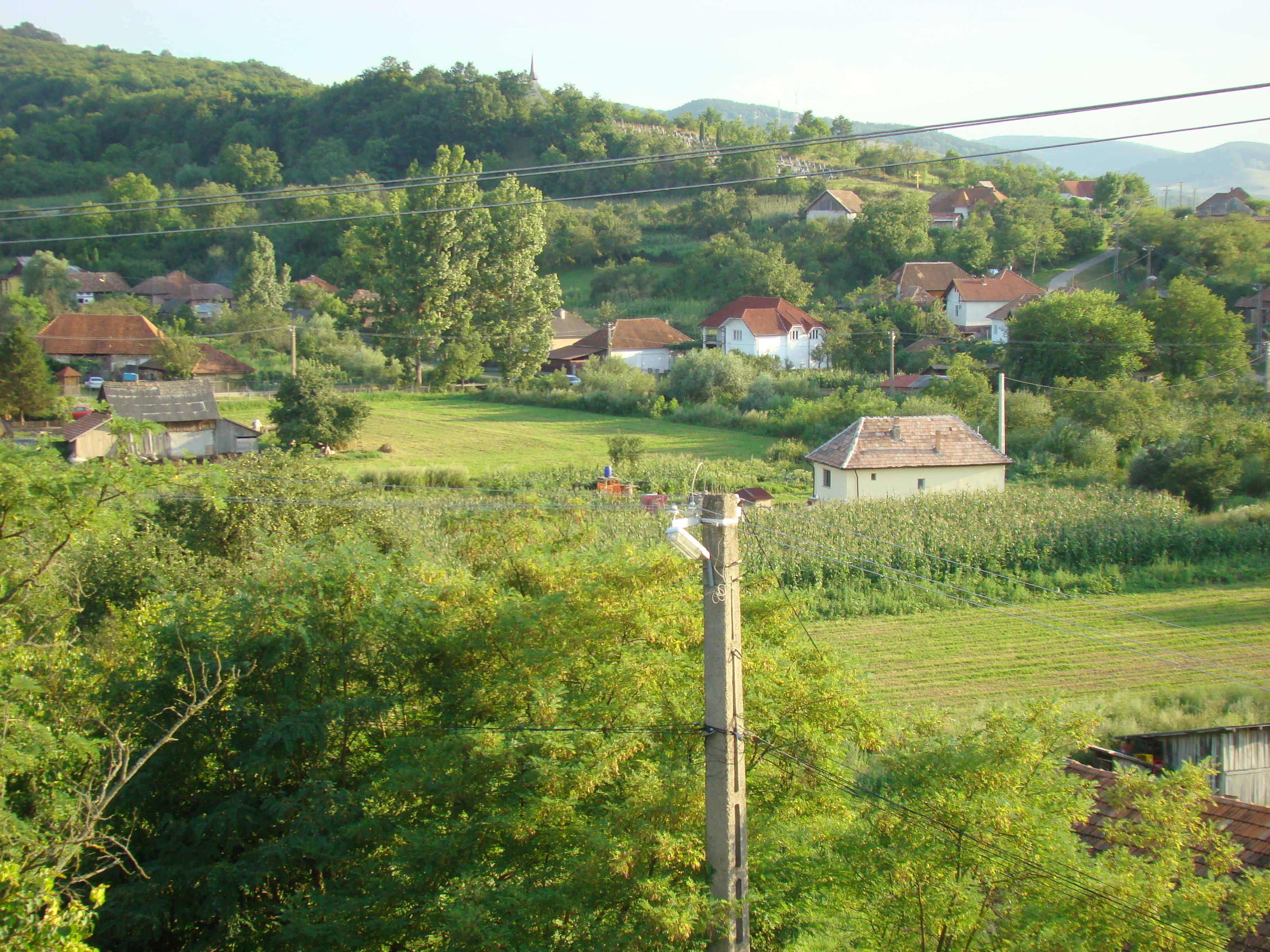
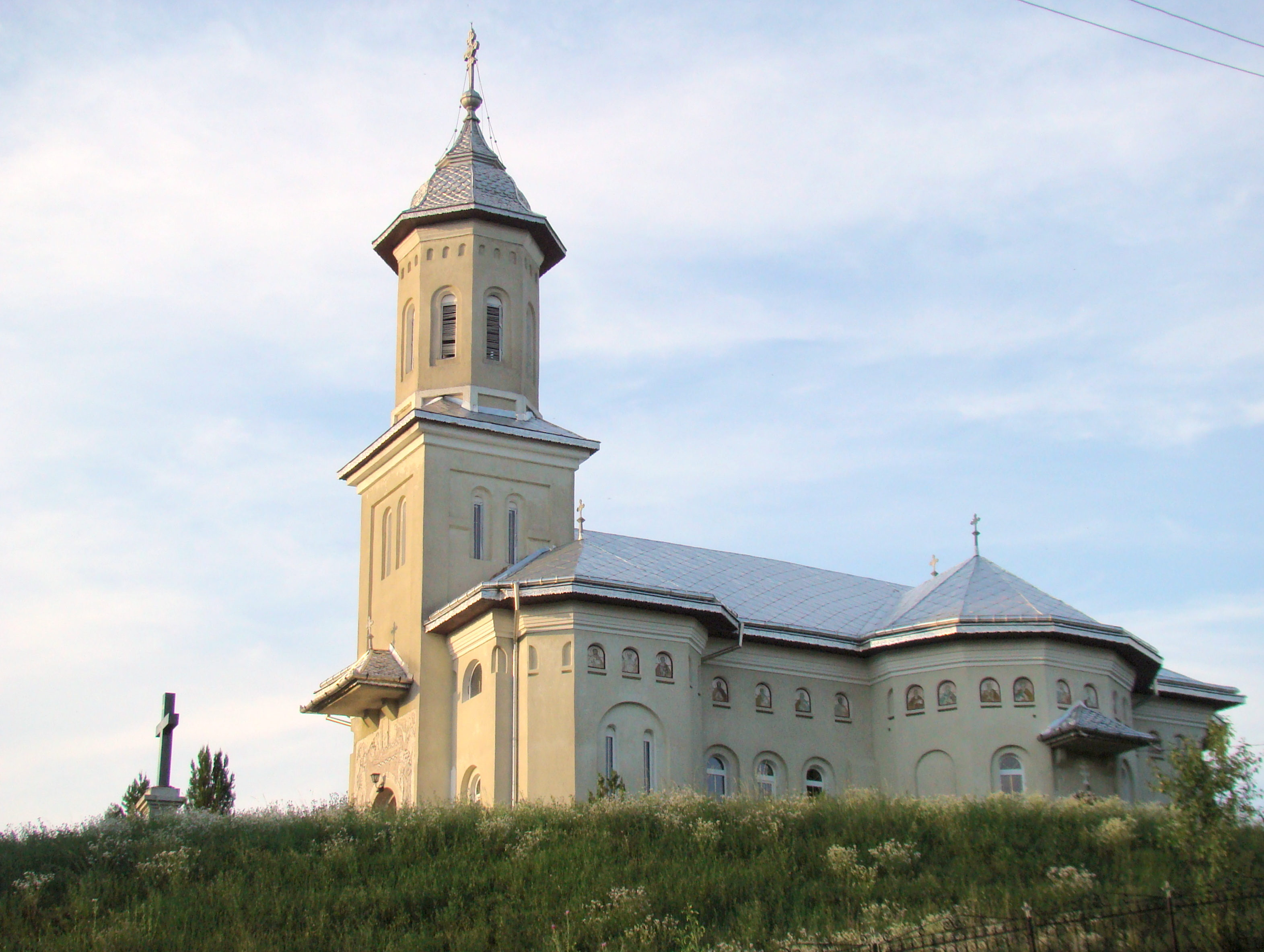
Biserica ortodoxă
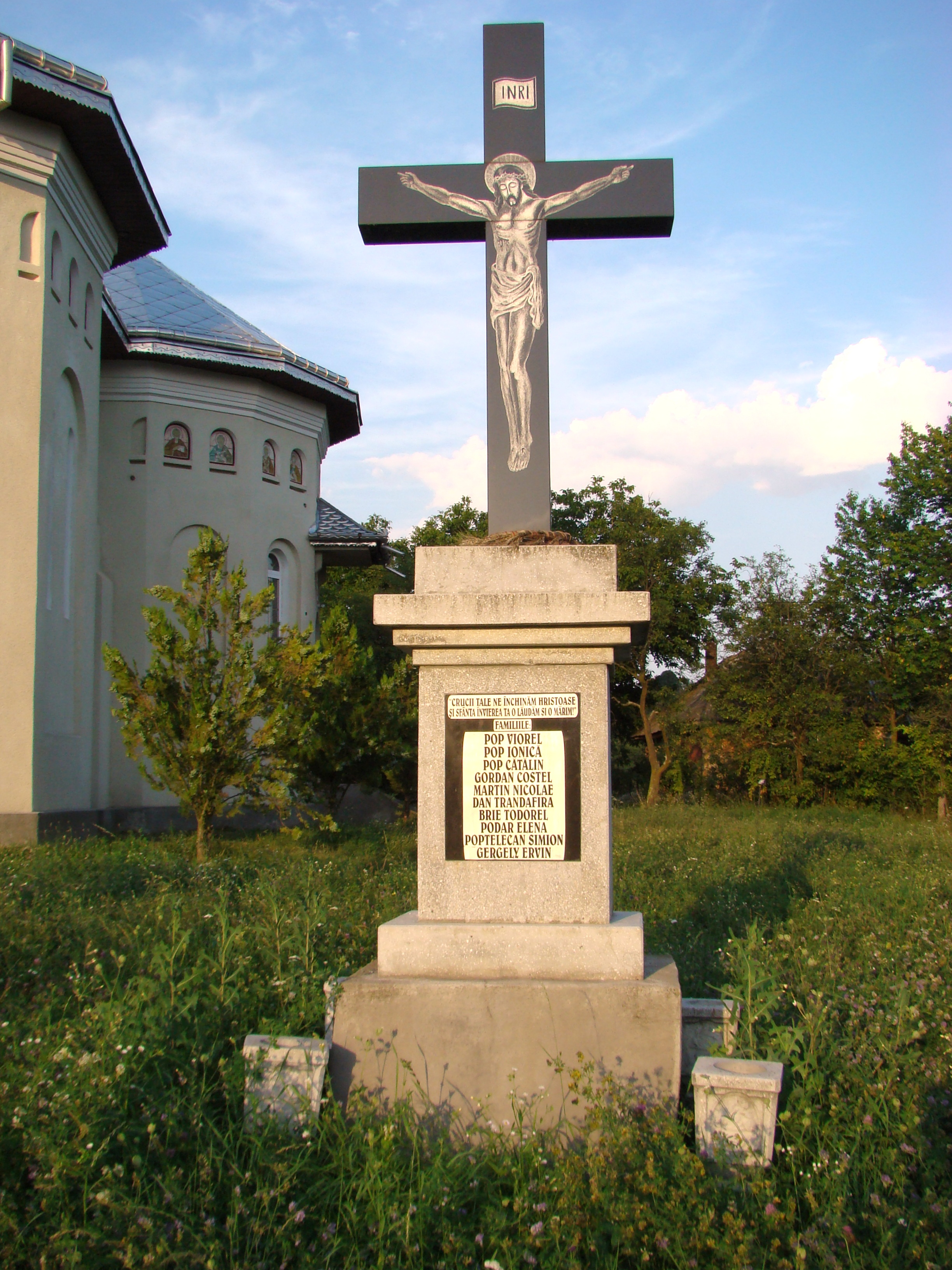
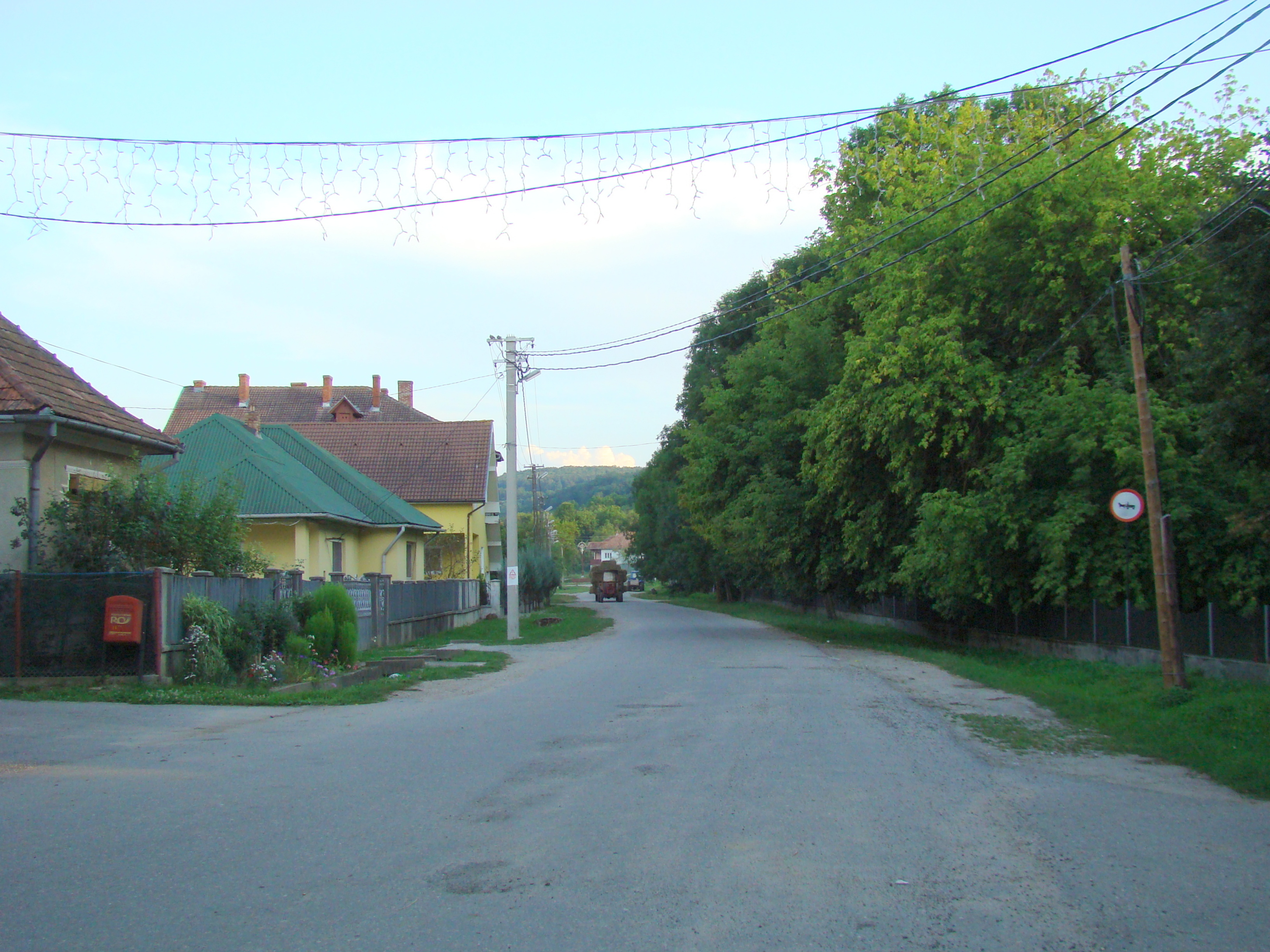
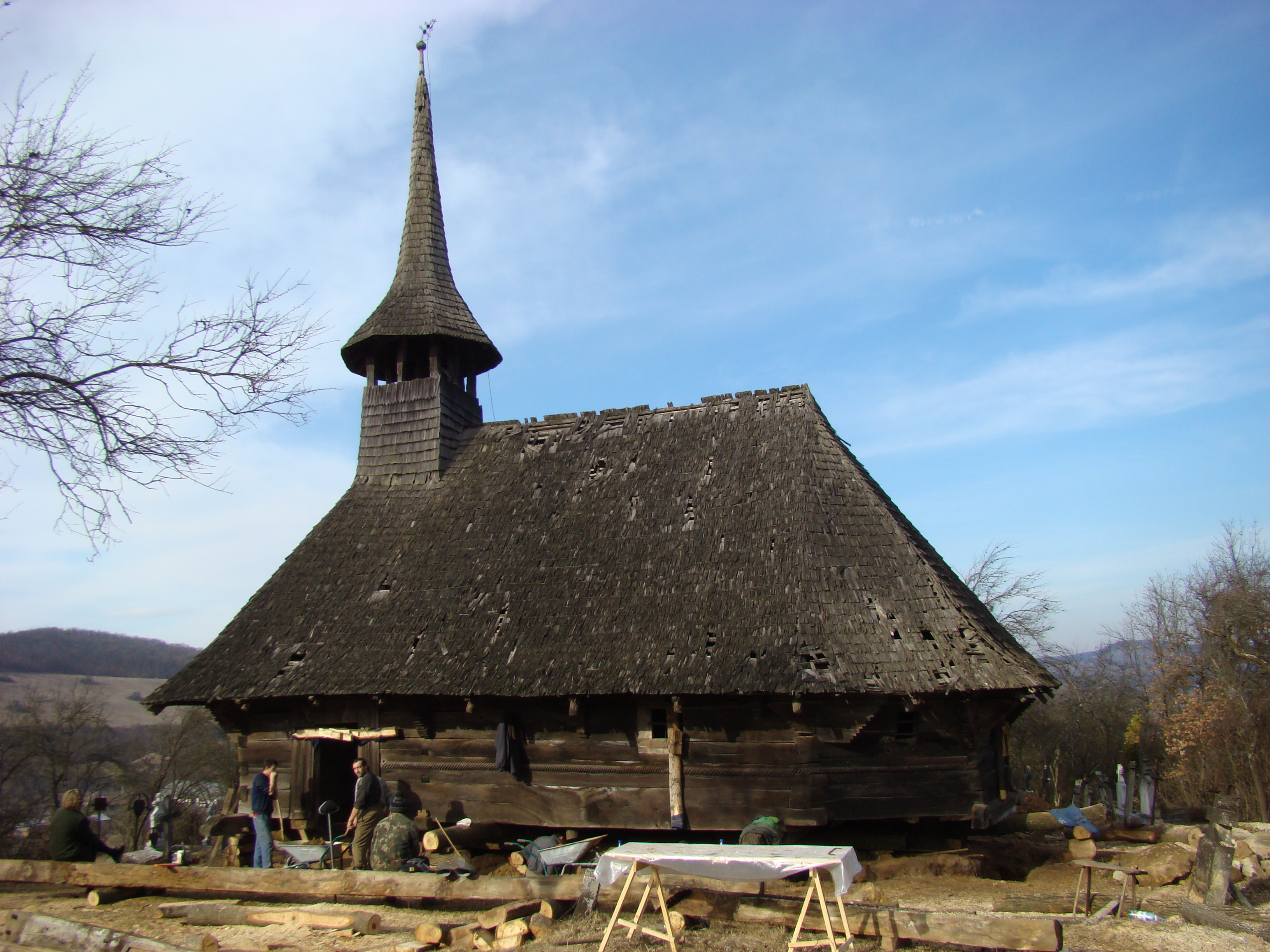
Biserica de lemn din Zimbor (monument istoric)
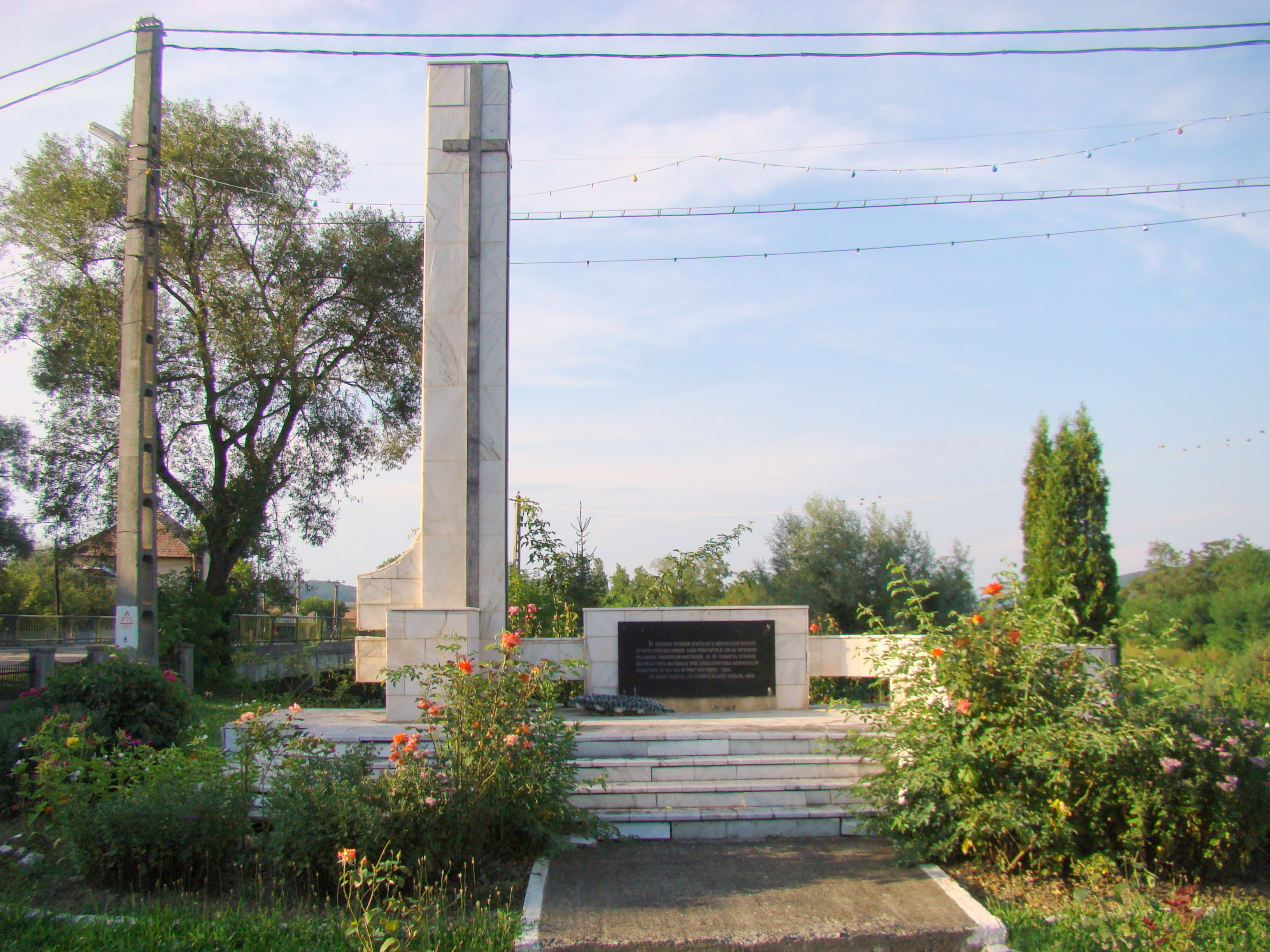
Monumentul Eroilor
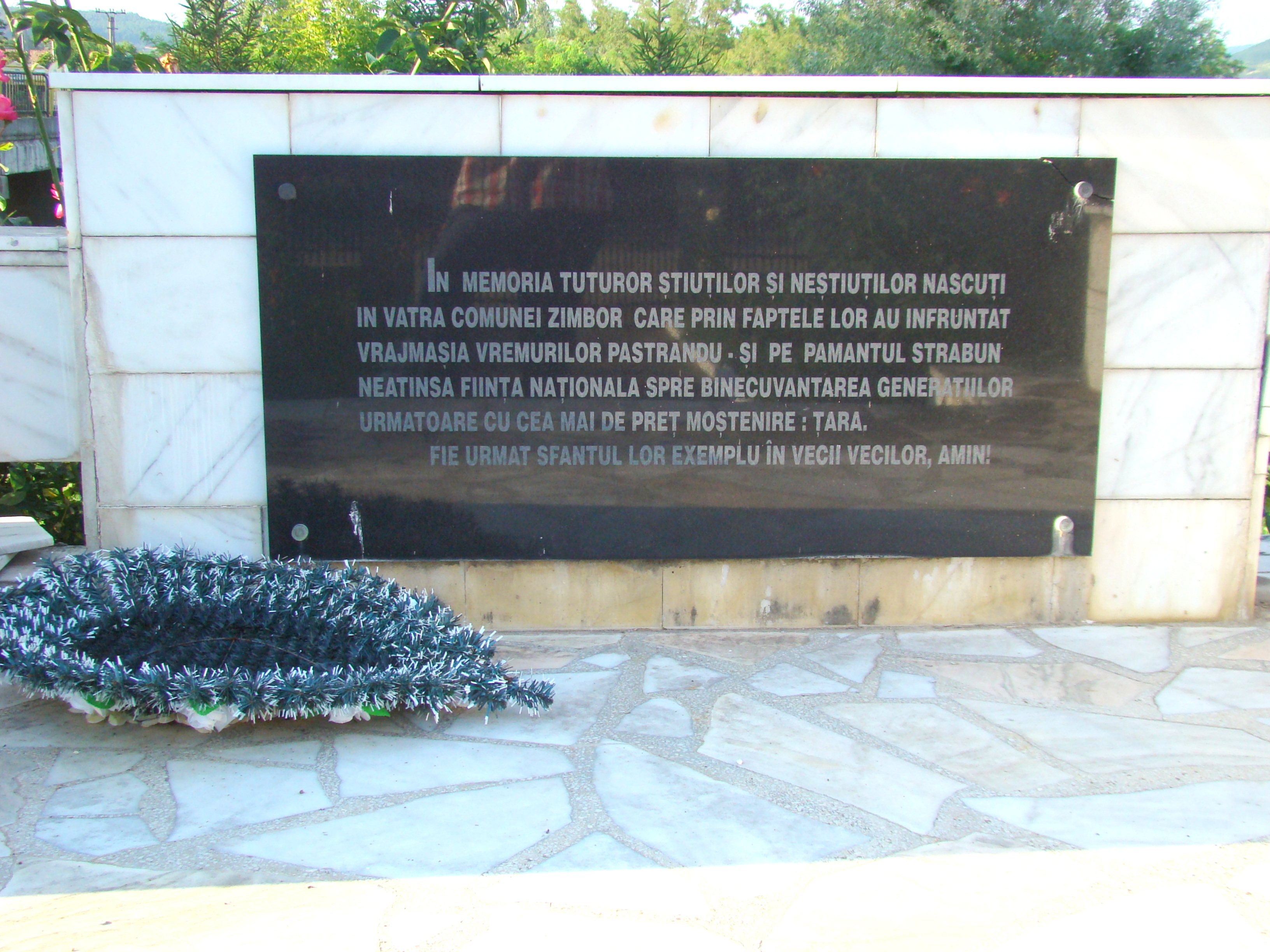
Monumentul Eroilor (detaliu)
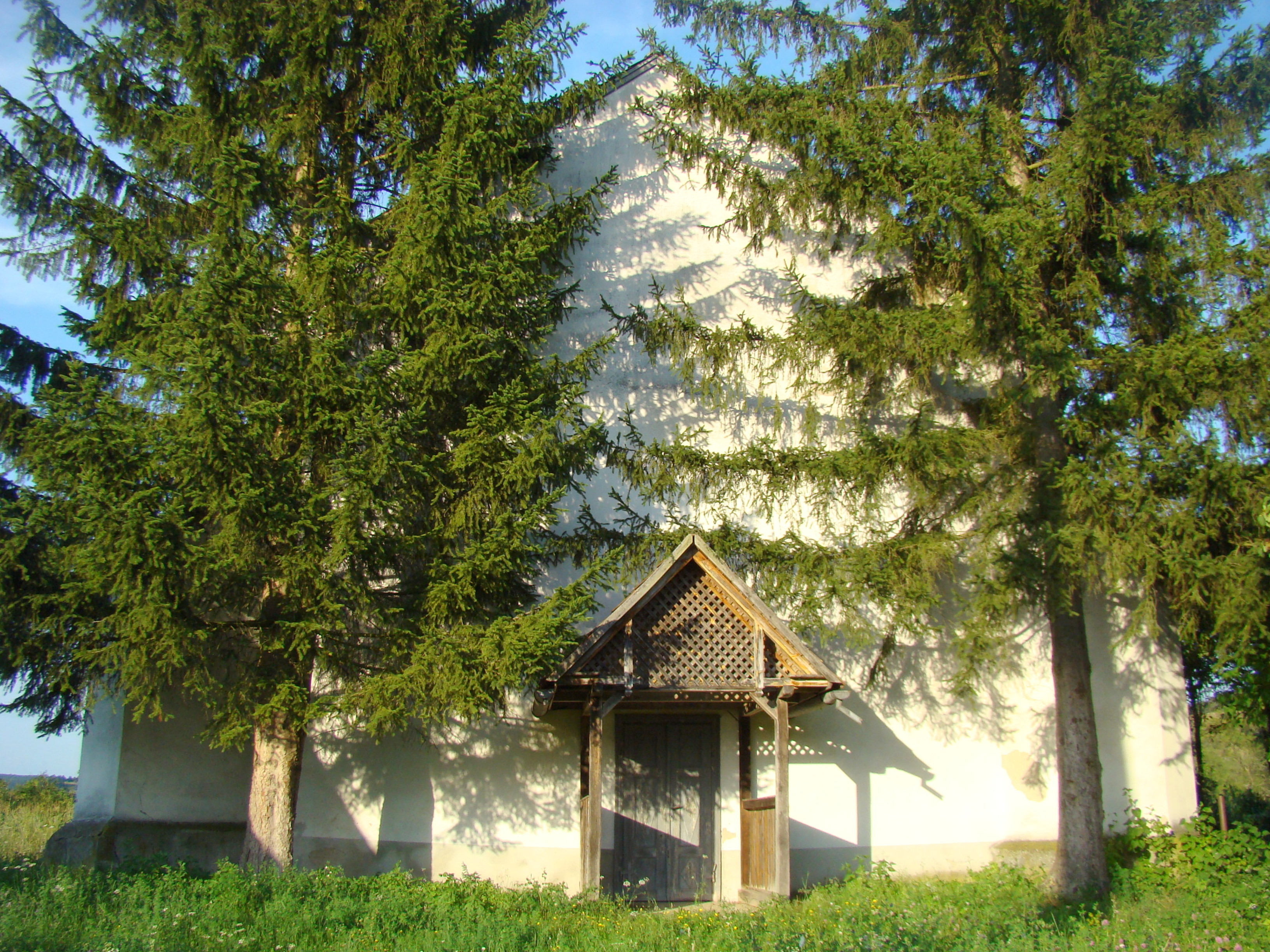
Biserica reformată (monument istoric)
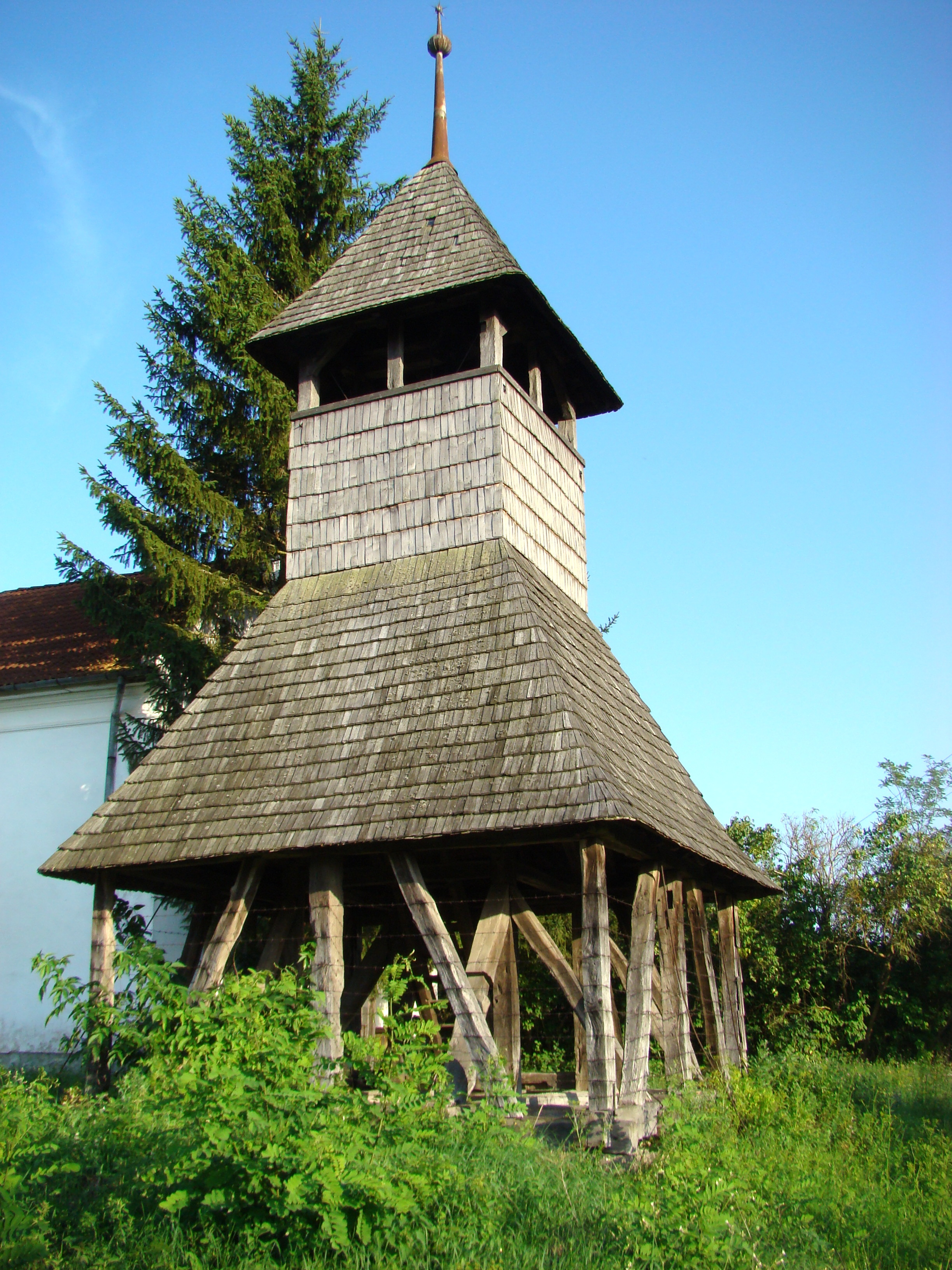
Clopotnița de lemn a bisericii reformate (monument istoric)
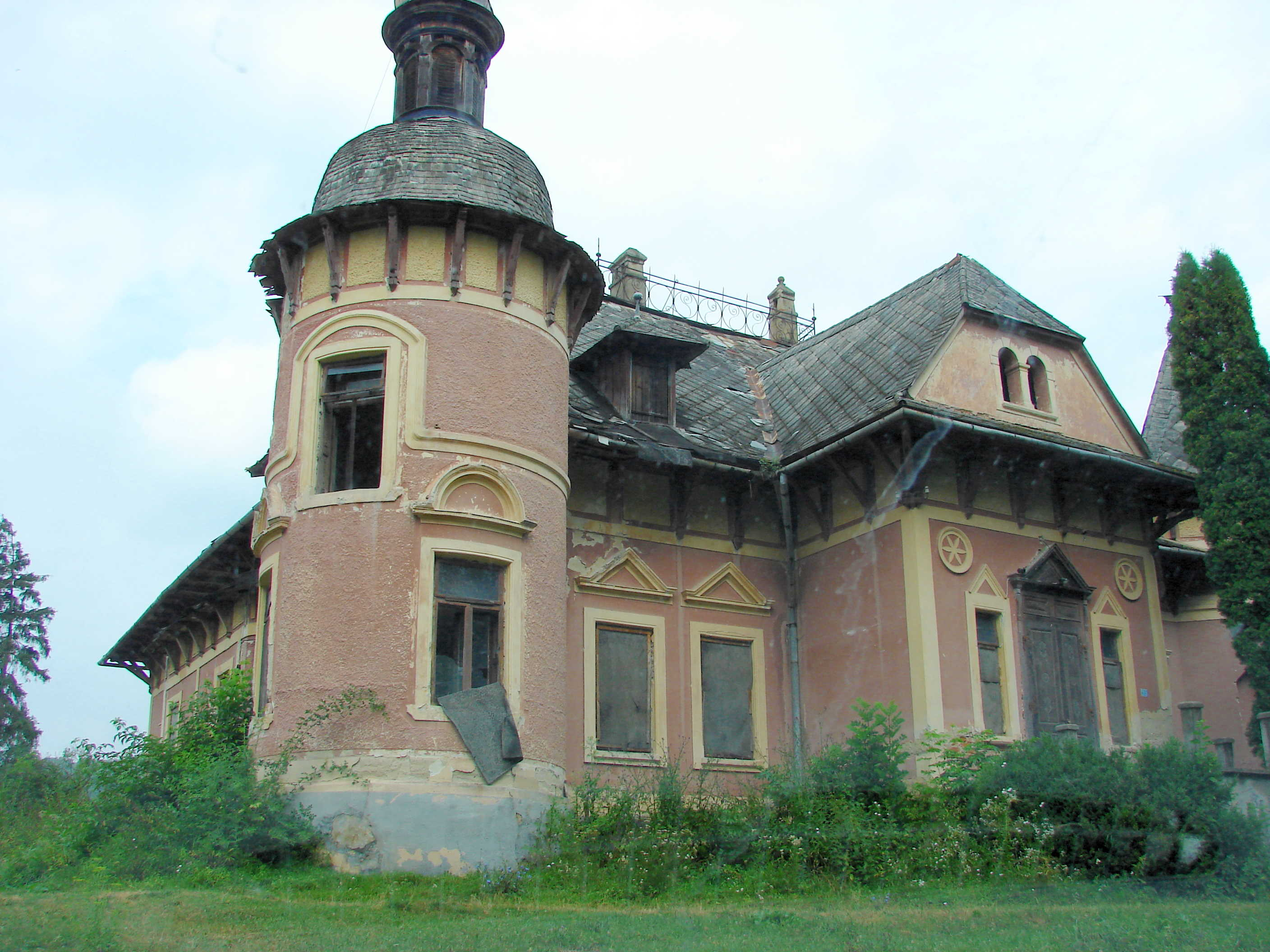
Conacul Zsombory (monument istoric)
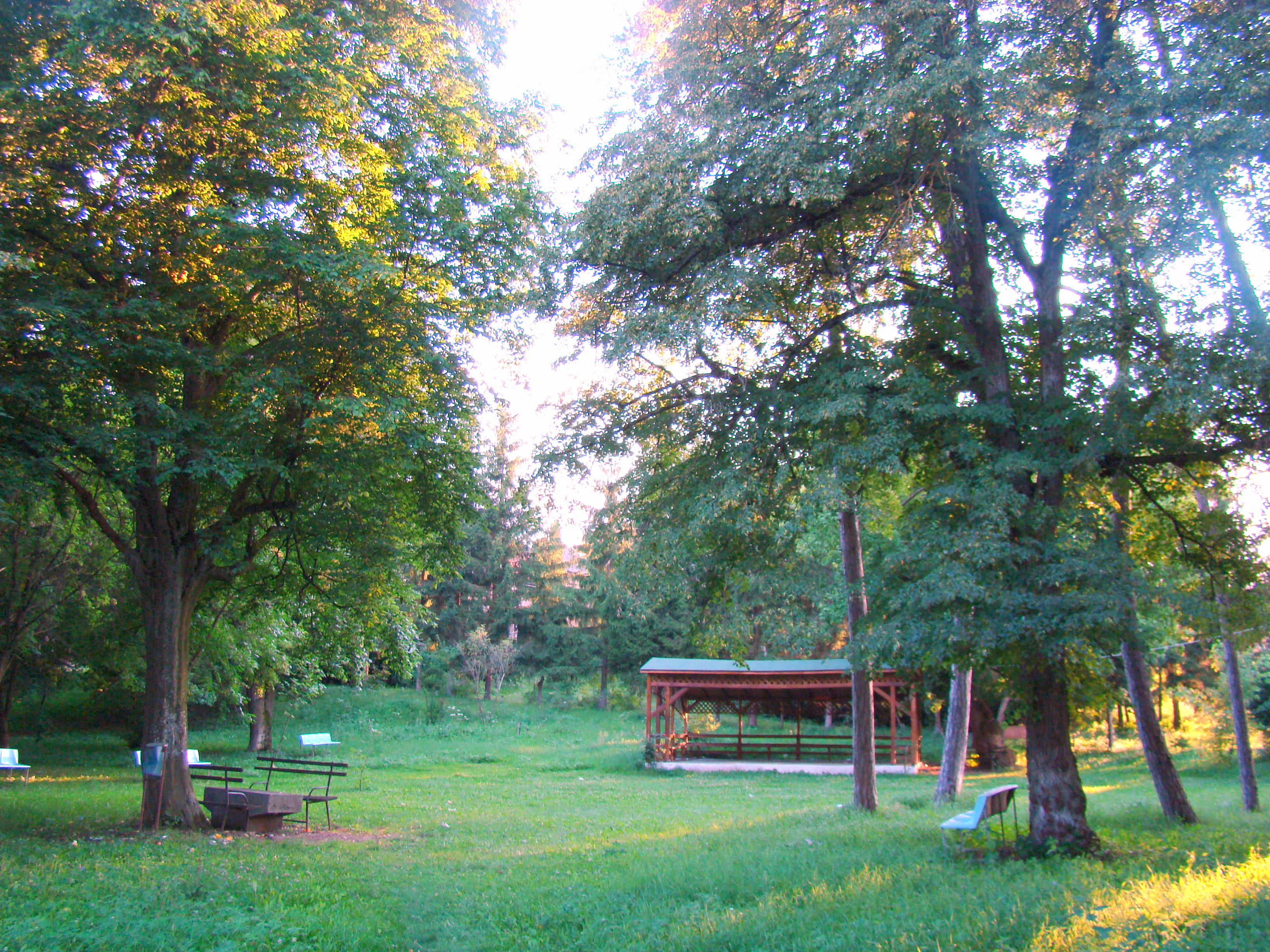
Parcul conacului Zsombory (monument istoric)
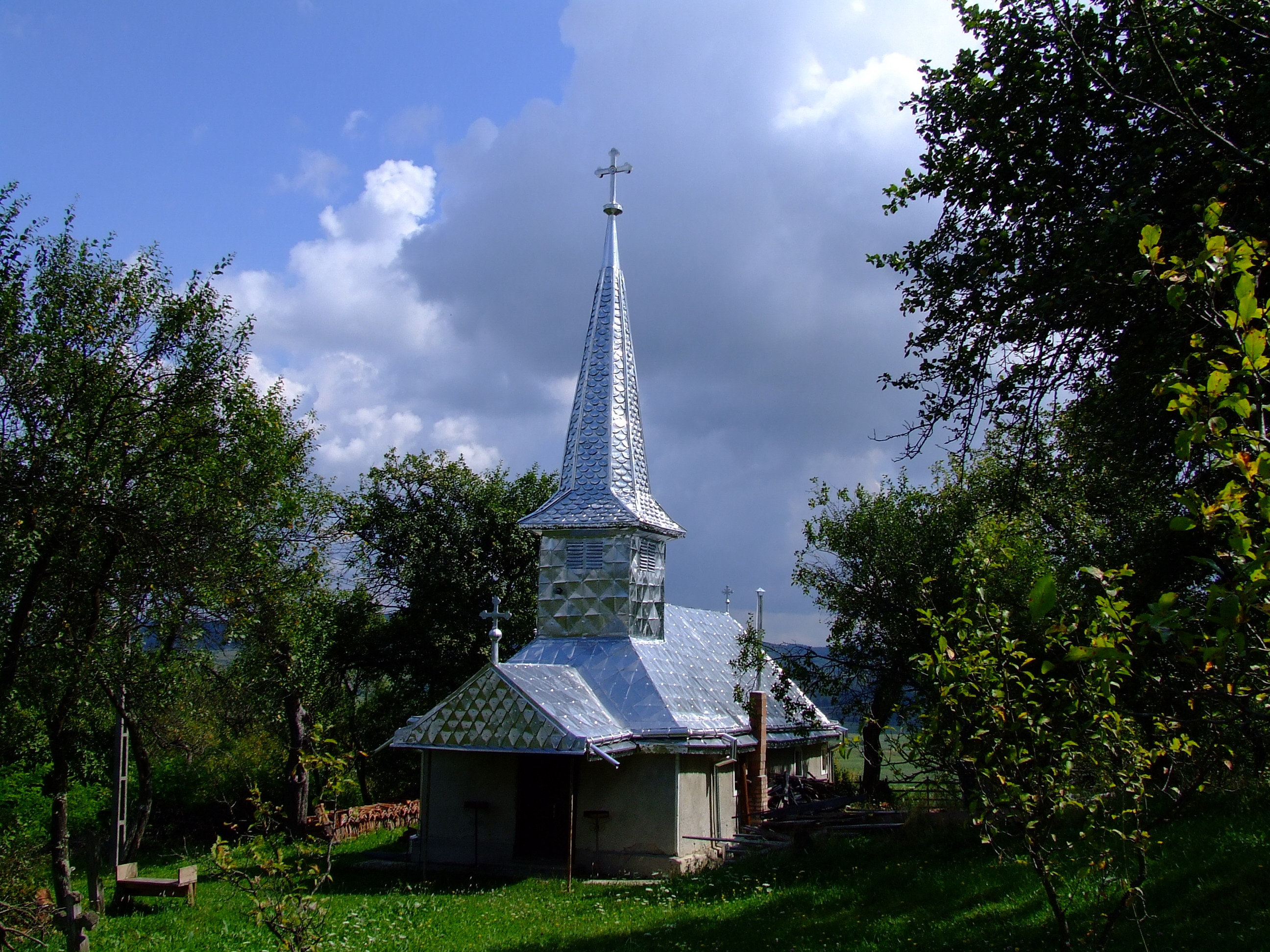
Biserica de lemn din Chendremal
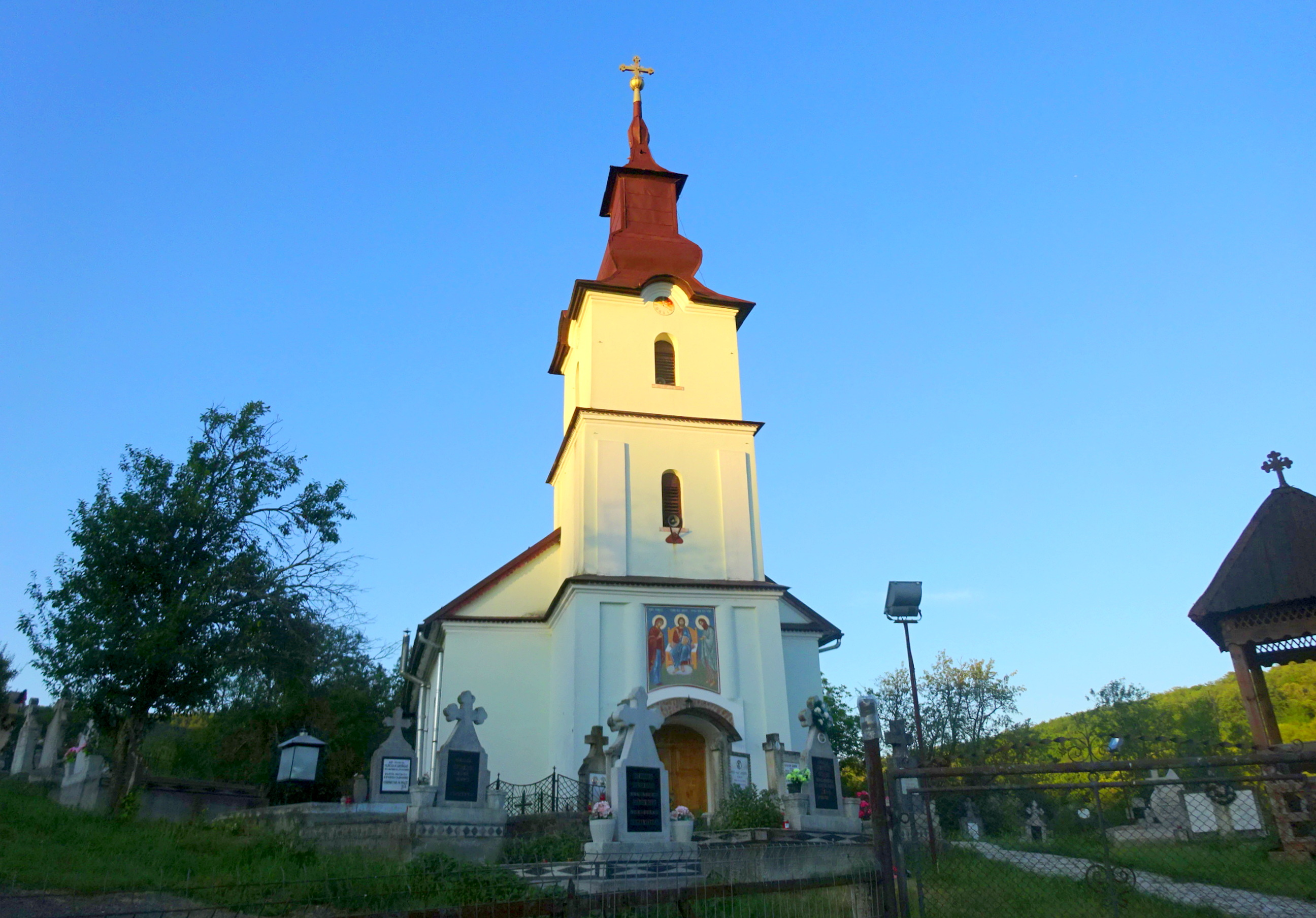
Biserica Pogorârea Sfântului Duh din Sâncraiu Almașului (1902)
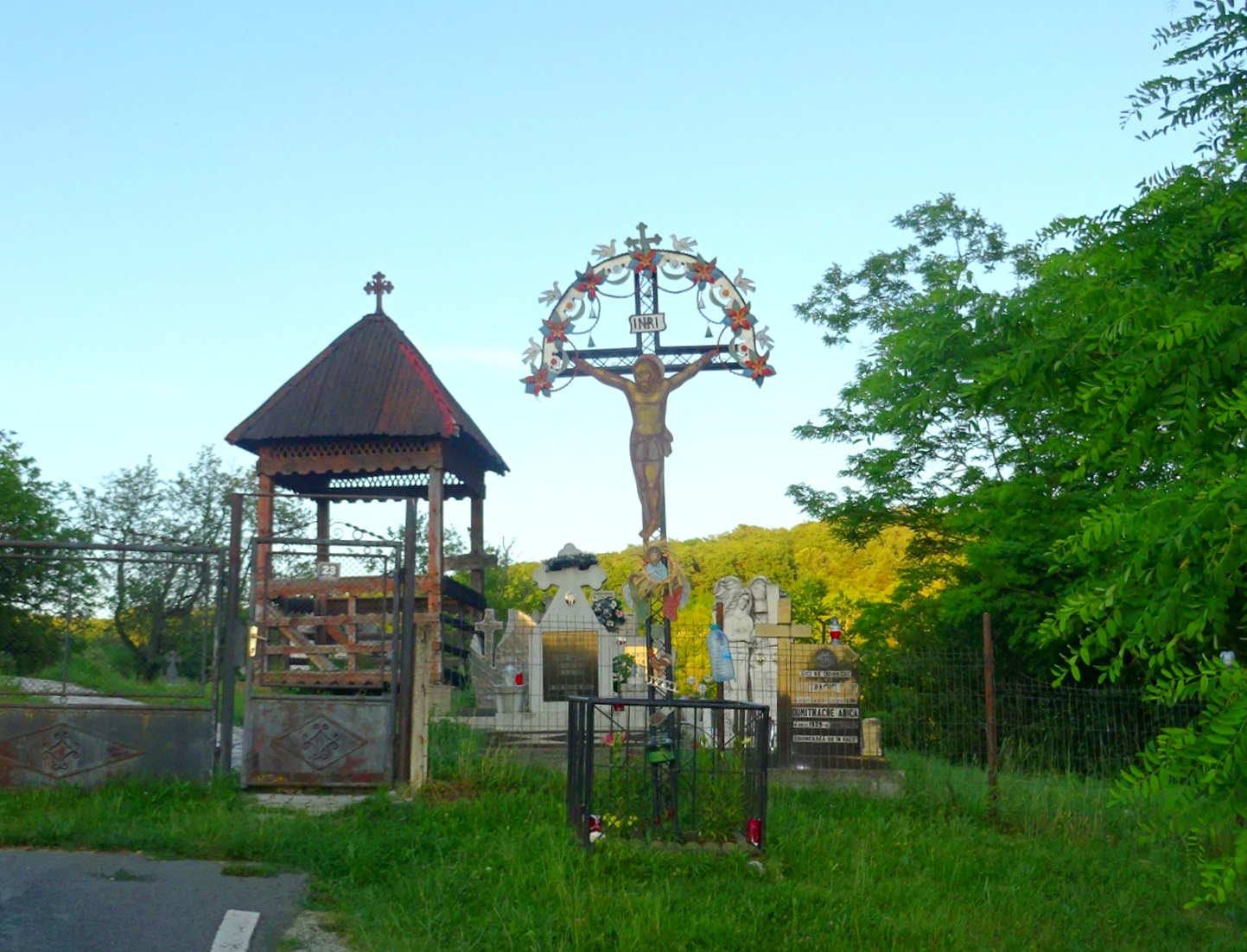
Troița
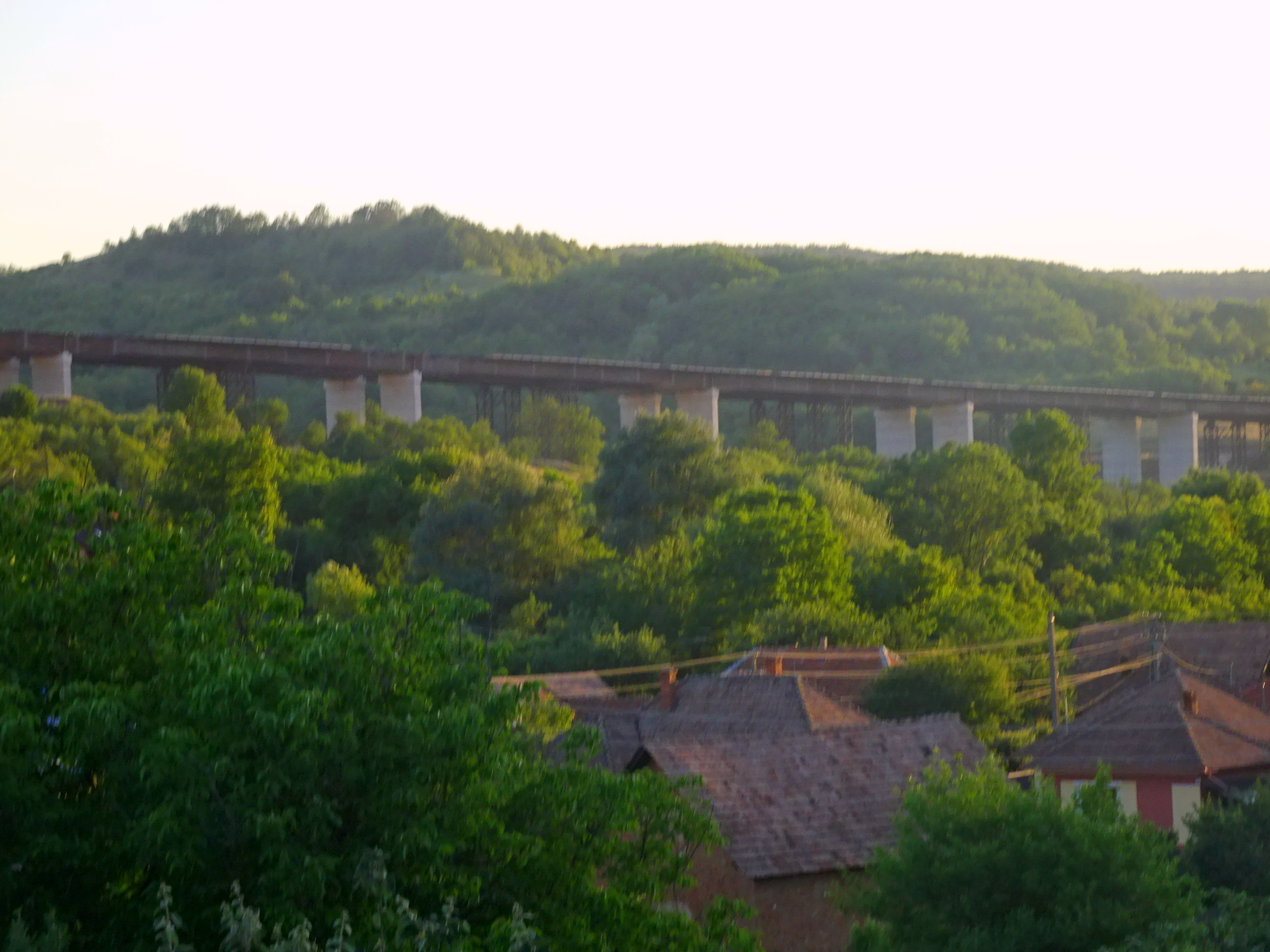
Autostrada A3 Sâncraiu Almașului – Zimbor (Viaductul Valea Pustei)